# Hyphodontiella
Hyphodontiella is een geslacht van schimmels behorend tot de familie Clavariaceae. De typesoort is Hyphodontiella multiseptata

## Soorten
Volgens Index Fungorum telt het geslacht twee soorten (peildatum maart 2023):
| Soortnaam                   | Auteur(s)               | Publicatiejaar |
| --------------------------- | ----------------------- | -------------- |
| Hyphodontiella hauerslevii  | K.H. Larss. & Hjortstam | 1995           |
| Hyphodontiella multiseptata | Å. Strid                | 1975           |